# Cyriopagopus thorelli
Cyriopagopus thorelli är en spindelart som först beskrevs av Simon 1901.  Cyriopagopus thorelli ingår i släktet Cyriopagopus och familjen fågelspindlar. Inga underarter finns listade i Catalogue of Life.